# Nancy Kemp-Arendt
Nancy Kemp-Arendt (Esch-sur-Alzette, 22 de maig de 1969), nascuda Nancy Arendt, és una política i ex-atleta luxemburguesa. Va competir en triatló i natació. Actualment és membre de la Cambra de Diputats de Luxemburg per part del Partit Popular Social Cristià.

## Biografia
Nascuda a Esch-sur-Alzette el 22 de maig de 1969, Arendt es va a donar a conèixer a escala internacional gràcies a la seva participació en els Jocs Olímpics de 1988 celebrats a Seül. Va disputar les proves de natació dels 100 metres i dels 200 metres braça, acabant 29a i 31a, respectivament. Després de passar-se al triatló, Arendt va competir en la primera edició olímpica d'aquest esport en els l'any 2000. Va aconseguir la 10a posició amb un temps total de 2:03:14.94.
Gràcies als seus bons resultats esportius, Arendt ha estat reconeguda al seu país en 6 ocasions amb el premi a l'Esportista Luxemburguès de l'Any, dues vegades com a nedadora i quatre com a atleta de triatló. Aquest fet ha provocat que sigui l'única esportista (home o dona) en guanyar aquest distintiu en dos esports diferents.
Abans del seu èxit com a esportista, Arendt havia entrat en política, convertint-se en membre del Partit Popular Social Cristià el 1993. El 23 de gener de 1996 va entrar a formar part de la Cambra de Diputats per substituir una vacant, i hi va acabar el mandat fins a les eleccions legislatives de 1999. En aquelles eleccions, Arendt es trobava en 11a posició a la llista del Partit Popular a la circumscripció sud i entraren a la Cambra només els 7 primers. Tot i així, el 3 de juny de 2003 va tornar a la Cambra en substituir Ady Jung, plaça que va mantenir fins a l'any següent. En les eleccions següents va tornar a posicionar-se en 11a posició de la llista. Aquesta vegada van ser 9 els diputats del Partit Popular elegits, de manera que va poder ocupar una de les tres vacants originades pels escons destinats als ministres, essent membre de la Cambra des de llavors.